# Bausa
Bausa, pseudonimo di Julian Otto (Saarbrücken, 1989), è un rapper tedesco.

## Biografia
Originario di Saarbrücken, Bausa è salito alla ribalta con la pubblicazione del singolo di debutto Was du Liebe nennst, contenuto nel primo mixtape Powerbausa, che ha raggiunto la vetta della classifica dei singoli in Austria e Germania, nonché la 4ª di quella svizzera, venendo in seguito certificato rispettivamente tre volte platino, quattro volte platino e due volte platino, con un totale di 1 730 000 unità certificate complessive.
Il suo primo album in studio Dreifarbenhaus, pubblicato nel 2017, è arrivato in top ten nella Offizielle Deutsche Chart, 32º nella Ö3 Austria Top 40 e 70º nella Schweizer Hitparade. Il secondo invece, Fieber, è entrato in top ten anche in Austria, oltre in madrepatria, ed ha conquistato la 31ª posizione in Svizzera.

## Discografia

### Album in studio
- 2017 – Dreifarbenhaus
- 2019 – Fieber
- 2021 – 100 Pro
- 2023 – Der Letzte macht das Licht aus
- 2025 – Der Faktor Mensch

### EP
- 2014 – Seelenmanöver

### Mixtape
- 2018 – Powerbausa

### Singoli
- 2017 – Was du Liebe nennst
- 2017 – FML
- 2018 – Unterwegs (feat. Capital Bra)
- 2018 – Pussy Kush (con Gringo)
- 2018 – Vagabund
- 2019 – Licht (feat. Dardan)
- 2019 – Mary
- 2019 – Guadalajara
- 2019 – Weiß noch nicht wie
- 2019 – Tempomat
- 2019 – Biturbo (con Zuna)
- 2019 – Keine Liebe (con RIN)
- 2019 – Skifahren (con i Cratez e Maxwell feat. Joshi Mizu)
- 2020 – Sandmann
- 2020 – Selfmade Babylon (feat. Bozza)
- 2020 – 2012 (feat. Juju)
- 2020 – Centre Court (feat. RIN & Ufo361)
- 2021 – Lonely (con Miksu & Macloud e Selmon feat. Reezy)
- 2021 – Madonna (feat. Apache 207)
- 2021 – Rockstar (con TheDoDo)
- 2021 – Venus
- 2022 – Andale (con DJ Jeezy, Badmómzjay e Kalim)
- 2022 – Grey Goose (con Bozza)
- 2022 – Frühling im Viertel (solo o feat. Kane)
- 2022 – Alle warten auf den Drop (con WestBam)
- 2022 – Mach kein Film (con Schwesta Ewa)
- 2022 – One and Only Kida
- 2022 – Der Berg ruft (con Maxwell e Joshi Mizu)
- 2023 – Nachtcafé (con Berky)
- 2023 – 9 bis 9 (con Sira e Badchieff)
- 2023 – Tut mir nicht leid (con Chapo102)
- 2023 – Genauso (con Dhurata Dora)
- 2023 – Hand aufs Herz (con Cocon)
- 2023 – Flashbacks (con Liz)
- 2023 – 100 km/h (Level Space Edition)
- 2023 – 1000 Mal (con Lea)
- 2024 – Wegen dir (con JBS)
- 2024 – Vempa (con Fourty)
- 2024 – OMG (con Chapo102 e Miksu / Macloud)
- 2024 – Airforce (con i Fast Boy)
- 2024 – Belohnen (con Ski Aggu, Filly e Bunt)
- 2025 – Dreck
- 2025 – Wenn der Himmel weint (con Jazeek)
- 2025 – Noch nie gesehen (con Stickle)
- 2025 – Der Faktor Mensch
- 2025 – Maschinenraum (con Bibiza)
- 2025 – Moneymaker (con Aymen)

### Collaborazioni
- 2019 – Vossi Bop (Remix) (Stormzy feat. Bausa & Capo)
- 2024 – Nüchtern (Badchieff feat. Bausa)